# Maria Maddalena Starace

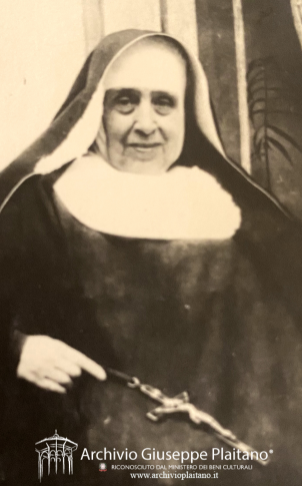

Maria Maddalena della Passione, al secolo Costanza Starace (Castellammare di Stabia, 5 settembre 1845 – Castellammare di Stabia, 13 dicembre 1921), è stata una religiosa italiana, fondatrice della congregazione delle Suore compassioniste serve di Maria.

## Biografia
Nata a Castellammare di Stabia nel 1845, crebbe subendo le influenze della madre Maria Rosa Cascone, molto religiosa; fu educata al "Convitto per ragazze di buona condotta" gestito dalle Figlie della Carità. Il Convitto era stato fondato nel 1850 a Castellammare di Stabia, ed era legato all'Ospedale San Leonardo.
La salute della ragazza però era instabile, cosa che le impedì di continuare a frequentare il Convitto.
La Starace entrò dunque nel Convento della Santissima Trinità di Vico Equense, un'istituzione gestita dalle suore Teresiane, ma dovette uscirne per via delle cagionevoli condizioni di salute. Soffriva di mali inspiegabili, che le preclusero la vita della suora di clausura. Dopo un breve periodo con i propri familiari, volle ritentare la vita clausura, cosa che però le fu impedita dal padre. In compenso, tramite il suo prete confessore, poté ricevere a soli 15 anni i voti perpetui, diventando quindi suora.
Ebbe la vestizione dell'ordine il 19 giugno 1865 e l'8 giugno 1867 fece la professione di fede, diventando quindi suora terziaria dei Servi di Maria e scegliendo il nome di suor Maria Maddalena della Passione.
Su incarico del vescovo Francesco Saverio Petagna, diventò direttrice della "Pia Unione delle Figlie di Maria", un istituto di catechesi per bambine.
Maria Maddalena partì, con la benedizione del vescovo, alla volta di Alezio e vi stabilì la prima casa fuori dai confini regionali delle suore compassioniste. Il Sig. Starace cedette alle suore una parte del suo palazzo e un bel giardino. A proprie spese fece edificare una graziosa chiesa dedicata alla Vergine "SS. Addolorata "sotto il titolo della Pietà. L'istituto ottenne l'erezione canonica il 27 maggio 1871 ma solo il 10 luglio 1928 venne approvato da papa Pio XI. Dietro al canone che parlava di "compatire il prossimo", l'ordine più prosaicamente si adoperava per aiutare gli orfani e le vittime del colera che in quegli anni funestava la Campania.
Il generale dell'ordine dei Serviti assegnò il decreto di perpetua aggregazione dell'Istituto il 10 novembre 1893.
La Starace attribuì i numerosi problemi di salute avuti lungo la sua vita a "prove divine": era frequentemente soggetta a tremori, attacchi di vomito, assalti di paure paranoiche e malattie. Lei stessa si sottoponeva volontariamente a digiuni prolungati che la lasciavano allo stremo delle forze.

La donna aveva occasionali momenti di estasi, ed in alcune occasioni manifestò anche delle stigmate. In un'occasione la manifestazione d'isteria fu tanto pronunciata che venne attribuita a possessione diabolica e venne chiamato il vescovo per un esorcismo. Gli attacchi e le crisi epilettiche si succedettero per tutto il corso della vita della donna.

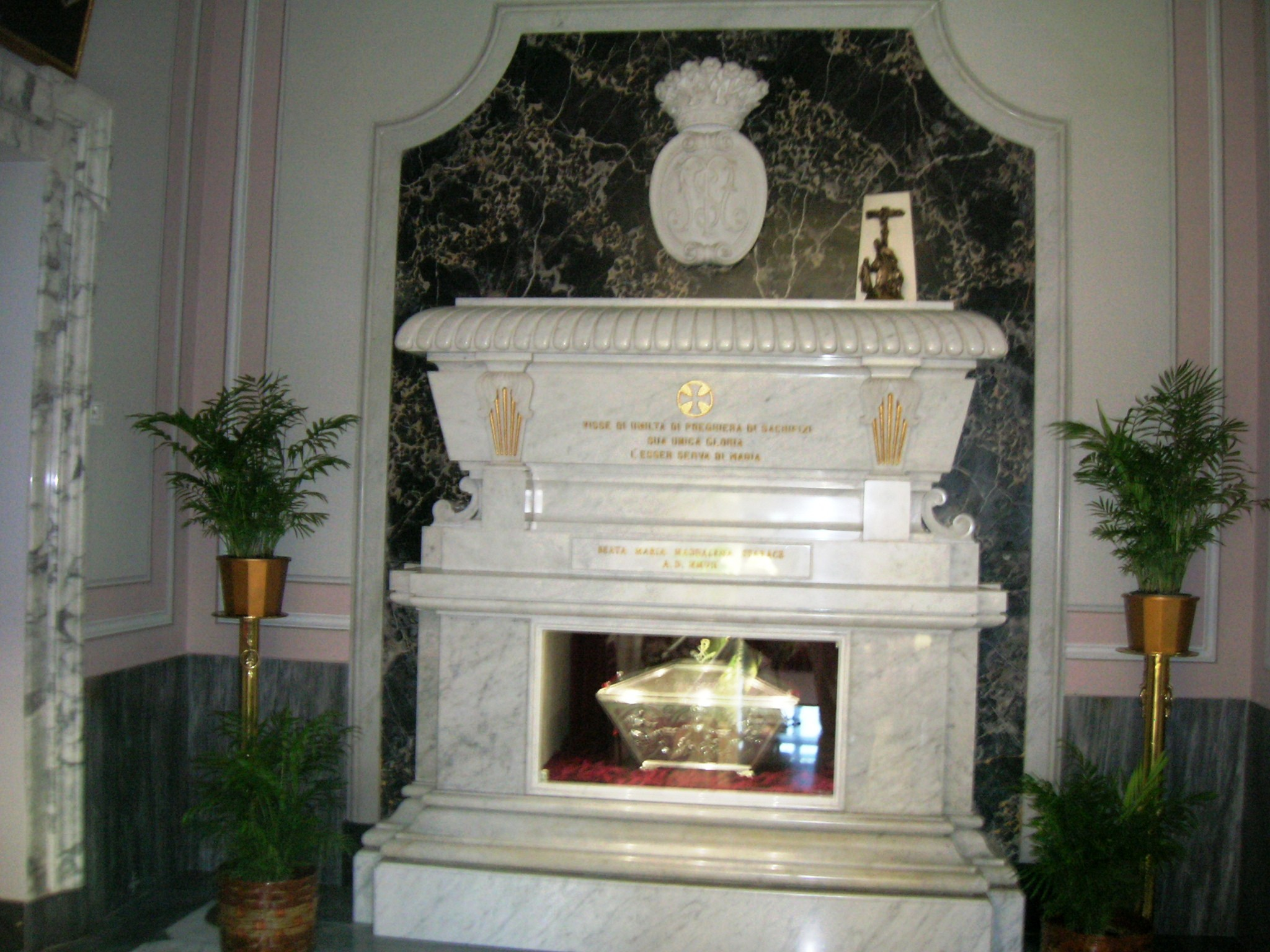
L'urna dove sono custodite le spoglie della beata Maria Maddalena della Passione

La Starace morì di polmonite il 13 dicembre 1921: già dall'8 dicembre 1921 era stata costretta a letto dall'aggravarsi della malattia.

## Culto
Il 4 aprile 1939 fu aperto il processo di canonizzazione. Il 7 luglio 2003 papa Giovanni Paolo II l'annoverò nell'elenco dei "venerabili".

Le vengono attribuiti alcuni miracoli, tra i quali uno riconosciuto dalla Chiesa cattolica il 21 ottobre 2004. Quest'ultimo avvenne nella città di Castellammare di Stabia, e riguarda la guarigione di una suora appartenente all'ordine, Fara Ciaramella, ammalata di "porpora acuta di tipo tifoideo".

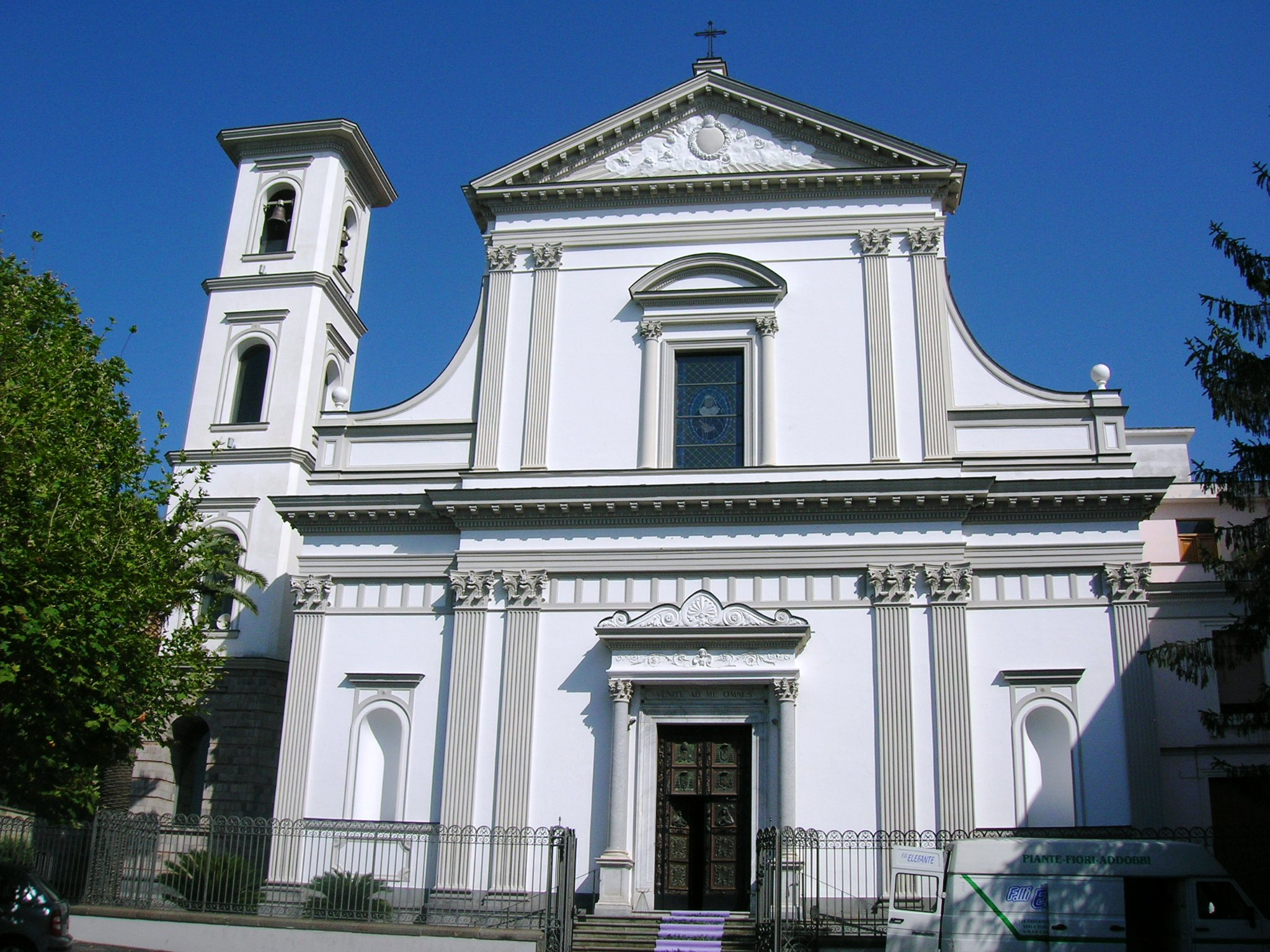
Il santuario del Sacro Cuore dove sono custoditi i resti di Maria Maddalena Starace

Sulla base di queste premesse e delle azioni compiute in vita, è stata beatificata il 15 aprile 2007 (dietro decreto firmato da Benedetto XVI il 26 giugno 2006) nella concattedrale di Castellammare di Stabia in una cerimonia presieduta del cardinale José Saraiva Martins, ex prefetto della Congregazione per le Cause dei Santi. Per l'occasione è stato usato il nuovo rito inserito da Joseph Ratzinger, il quale prevede che le celebrazioni siano svolte in una città della regione del beato.
Le spoglie della suora si trovano nel Santuario del Sacro Cuore sito in Scanzano, una frazione collinare di Castellammare di Stabia, posto accanto al convento della Compassioniste da lei stessa fondato nel XIX secolo su progetto di Antonio Vitelli. Vennero translate in loco il 19 agosto 1929, per volontà popolare.
Nel santuario intitolato al Sacro Cuore vi è un quadro omonimo realizzato dal pittore Scognamiglio, dove è rappresentata ai piedi di Cristo santa Margherita Maria Alacoque, in quanto apostola del Sacro Cuore.
Nel convento, sono presenti alcuni effetti personali della beata oltre che la stanza ove ella dormiva e la cappella ove pregava.